# Gåsinge landskommun
Gåsinge landskommun var en tidigare kommun i Södermanlands län.

## Administrativ historik
Den 1 januari 1863, när kommunalförordningarna började tillämpas, skapades över hela riket cirka 2 500 kommuner, varav 89 städer, 8 köpingar och resten landskommuner. Då inrättades i Gåsinge socken i Daga härad i Södermanland denna kommun.
1941 uppgick denna kommun i Gåsinge-Dillnäs landskommun som ägde bestånd fram till 1952 då dess område gick upp i Daga landskommun.

## Politik

### Mandatfördelning i Gåsinge landskommun 1938
| 9 | 1 | 7 | 2 | 1 |

| 20 |